# Donau-deltaet
Donau-deltaet (Delta Dunării på rumænsk) er beliggende i Dobrogea i Rumænien samt i Odessa oblast i Ukraine. Deltaet er med et areal på 3.446 km², det største og bedst bevarede blandt de europæiske deltaer.

## Geografi
Hvert år udvider Donaus alluvialdannelse bredden af deltaet med cirka 40 meter, og det er således enormt dynamisk. I nærheden af Tulcea bliver Donau delt i tre flodgrene før vandet ender i havet: Kilijske hyrlo, Sulina og Sfântu Gheorghe (Sankt Georg), men mange andre kanaler opdeler deltaet i områder med siv, moser og skove, og nogle af disse oversvømmes hvert forår og efterår.
Omkring 44 kilometer ude i deltaet ligger Slangeøen, som er et territorium der hører under Ukraine, men som Rumænien gør krav på.
I 2004 bebudede Ukraine at man ville begynde arbejdet på Bistro-kanalen, som skulle give et sejlbart forbindelsesled mellem Sortehavet og den ukrainske del af Donau-deltaet. EU har opfordret Ukraine til at stoppe arbejdet, da det ville ødelægge vådområderne omkring deltaet. Rumænien har påtaget sig at beskytte området og har derfor truet med at anlægge sag mod Ukraine ved Den internationale domstol.

## Natur
Deltaet er beboet af mere end 1.200 forskellige plantearter, 300 fuglearter samt 45 arter af ferskvandsfisk i sine utallige søer og moser. Donau-deltaet er blevet opført i UNESCOs liste over Verdens naturarv og som biosfærereservat. Omkring 2.733 km² af deltaet er strengt beskyttet.
Dette er området, som millioner af fugle fra forskellige områder af kloden (Europa, Asien, Afrika og Middelhavsområdet) årligt anvender til redeplads.
For cirka 2.500 år siden, som Herodot skriver, var Donau splittet i syv grene.

## Indbyggere
Omkring 15.000 personer bor i deltaet. De fleste af disse lever af fiskeri ved brug af deres traditionelle trækajakker. Blandt disse findes et lille samfund af lippovanere som er efterkommere af "tilhængere af den gamle skik", som forlod Rusland i 1772 for at undgå religiøs forfølgelse. Midtpunktet for Lippovansamfundet i den ukrainske del af deltaet er Vilkovo.